# Estructura del Vichada
|  |

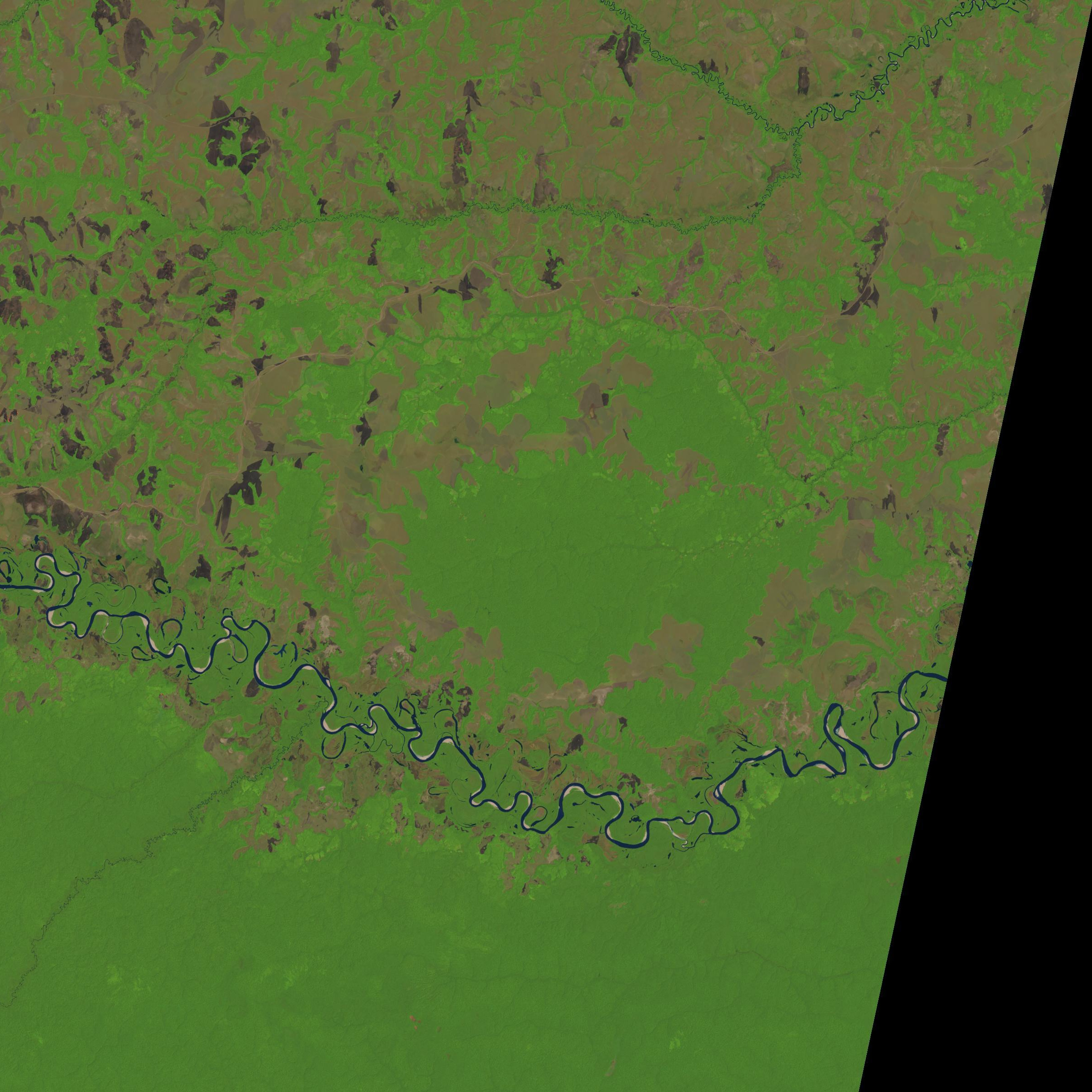
Imagen de la estructura del Vichada desde el Landsat en 2016.

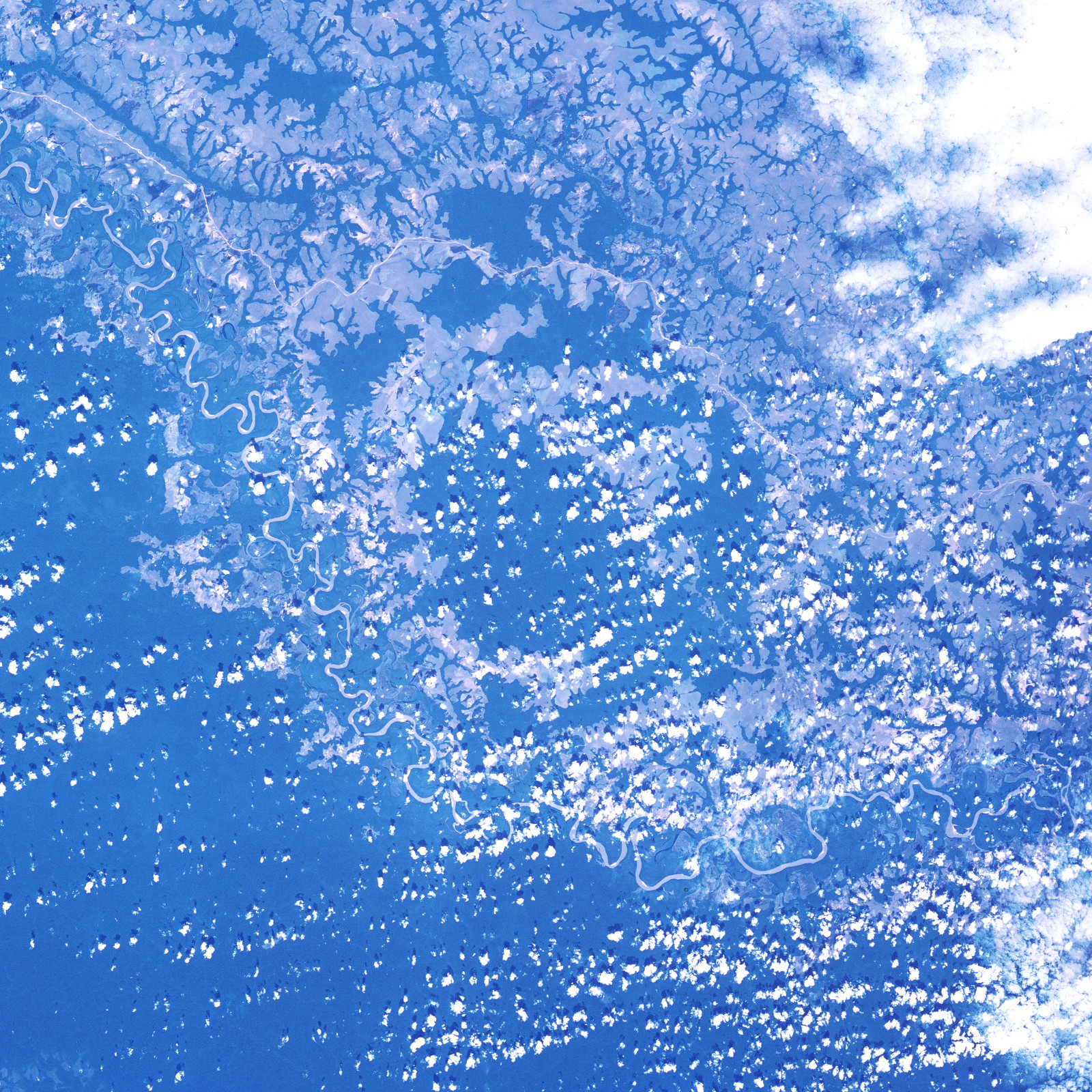
Imagen de la estructura del Vichada desde el Skylab en 1973.

La estructura del Vichada o del río Vichada es un presumible cráter de impacto situado a lo largo del río Vichada en Colombia. De ser confirmado como tal, sería probablemente la mayor estructura de impacto en América del Sur.
La estructura fue descubierta en 2004 por Max Rocca, un geólogo de Buenos Aires, mediante el examen de las imágenes Landsat. Él está apoyado por una beca de la Sociedad Planetaria. La estructura consta de una depresión central plana rodeada por dos anillos concéntricos formado por colinas, de alrededor de 30 y 50 km de diámetro. El río Vichada fluye alrededor del anillo exterior. Un equipo internacional de científicos recolectaron datos aéreos sobre la gravedad en la estructura de 50 km de diámetro y descubrió una anomalía con resultado positivo en el centro de la estructura, lo cual apoya su interpretación como una estructura de impacto.